# Ohlas písní ruských

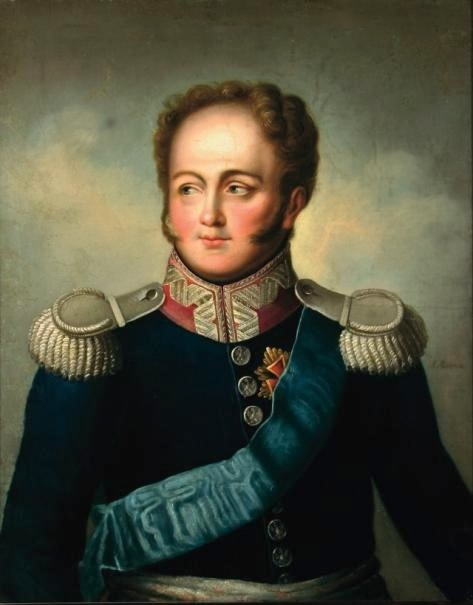
Car Aleksander I

Ohlas písní ruských – tomik wierszy czeskiego romantyka Františka Ladislava Čelakovskiego, opublikowany w 1829, oparty na folklorze rosyjskim. Zawiera utwory o charakterze epickim. W zbiorku znalazły się między innymi wiersze Bohatýr Muromec, Veliká panichida, Smrt Alexandra, Rusové na Dunaji r. 1829, Čurila Plenkovič i Ilja Volžanín. Tomik wyraża fascynację Rosją i jej kulturą, charakterystyczną dla czeskiego odrodzenia narodowego.

O pravoslavený care, otče náš,
tobě i vlasti my posloužíme,
na tvé kynutí my poletíme
v řady nepřítel ranou hromovou,
i položíme život za tebe.
Turecký bude měsíc klesati,
slunce v jasnosti bude vcházeti,
a sláva ruská z něho svítiti.